# Millencolin
Millencolin este o formație suedeză de skate rock și pop punk. A fost fondată la 1992 în orașul Örebro.

## Membrii formației
Membrii formației sunt:
- Nikola Šarčević
- Mathias Färm
- Fredrik Larzon
- Erik Ohlsson

## Discografie

### Albums
- Tiny Tunes (1994) (re-editat ca Same Old Tunes în 1998)
- Life on a Plate (1995)
- For Monkeys (1997)
- Pennybridge Pioneers (2000)
- Home from Home (2002)
- Kingwood (2005)
- Machine 15 (2008)
- True Brew (2015)

### Singles
- «Da Strike» (1994)
- «The Story of My Life» (1995)
- «Move Your Car» (1996)
- «Lozin' Must» (1997)
- «Twenty Two» (1997)
- «Penguins & Polarbears» (2000)
- «Fox» (2000)
- «No Cigar» (2001)
- «Kemp» (2002)
- «Man or Mouse» (2002)
- «Battery Check / E20 Norr»(2003)
- «Ray» (2005)
- «Shut You Out» (2005)
- «Detox» (2008)
- «Broken World» (2008)
- «Örebro» (2009)